# Torre de l'Alzina
La Torre de l'Alzina és un monument del municipi de la Riera de Gaià declarat bé cultural d'interès nacional.

## Descripció
Per accedir-hi cal agafar des del Catllar el camí de Coll Canut / del Pedregalet o del Catllar, i després de 2,5 km. deixar el vehicle i seguint a peu pujar a dalt del turó. A uns 100 metres del vehicle trobarem la torre.
Es tracta d'una torre de defensa de planta circular molt arrasada, de la qual tan sols en resta la planta excavada a la roca. Les mesures són de 4,15 m de diàmetre amb parets de pedra lligada amb morter de calç i arena de riu de 105 cm de gruix. L'any 1987 una màquina excavadora, no se sap per quin motiu, va enderrocar les restes de la torre (que es conservaven fins a una alçada d'uns 2 metres).
No hi ha elements objectius de datació, però la seva relació visual amb torres i castells relacionats amb la línia fronterera del baix Gaià (torre de la Vella i castell del Catllar) fa que la datem en el segle xi.